# Ян Збігнев Оссолінський
Ян Збігнев Оссолінський (пол. Jan Zbigniew Ossoliński; 3 вересня 1555 — 3 жовтня 1623) — державний і військовий діяч Речі Посполитої.

## Життєпис
Походив з польського магнатського роду Оссолінських гербу Топор. П'ятий син Героніма Оссолінського, каштеляна сандомирського, та Катаржини Зборовської. Народився 1555 року. Спочатку здобув гарну домашню освіту, виховувався у кальвіністському дусі. Потім протягом 6 років навчався в університетах Страсбургу, Гейдельбергу, Парижу та Падуї. 1576 року помирає його батько, тому Ян Збігнев повертається до Польщі.
1577 року призначається королівським секретарем Стефана Баторія. Користувався підтримкою гетьмана великого коронного Яна Замойського Під час Лівонської війни на чолі власного надвірного загону брав участь в облозі Полоцька, Великих Лук, Заволоччя та Пскова.
1583 року одружився з представницею роду Сенянських. Під час конфлікту коронного канцлера із Самійлом Зборовським, вуйком Яна Збігнєва, останній перестав підтримувати Яна Замойського. У 1584 році після поділу батьківської спадщини між братами Ян Збігнєв Оссолінський отримав частину Оссоліна — двір та фільварк, а також частину Дзевкува, Вільковіце, Закшува, Пенхува та Наводзице. В подальшому протягом багатьох років, використовуючи фінансові проблеми своїх братів, викупив у них решту спадкових земель.
1586 року після смерті Стефана Баторія підтримував кандидатуру австрійського ерцгерцога Максиміліана Габсбурга до його поразки у 1588 році у битві під Бичиною. За цим Оссолінський полишив державні справи, перебравшись у власний у свій маєток Климонтув.
1592 року повернувся до королівського двору, де став активним прихильником короля Сигізмунда III. Канцлер великий коронний Ян Замойський прагнув зменшити вплив Яна Збігнева Оссолінського на короля. У 1593 році Ян Збігнев отримав у володіння староства черське, новекорчинське та стопільницьке. 1594 року перейшов з кальвінізму до католицтва. За цим вигнав усіх кальвіністів зі своїх маєтків. Того ж року одружився вдруге (перша дружина перед тим померла).
У 1600 був обраний послом на вальний сейм, у лютому-березні 1601 роках був маршалком сейму. У 1603 році призначається підкоморієм сандомирського, а у жовтні того ж року стає каштеляном малогозьким, а 26 листопада — каштеляном жарнувським.
У 1605 році після смерті Яна Замойського, король призначив Яна Збігнева Оссолінського підляським воєводою. 1613 року в нагороду за успішні перемовини з військом, що організувало конфедерацію, отримав посаду воєводи сандомирського. За цим поступово перейшов в опозицію до королівського двору. Помер 1623 року.

## Родина
1.Дружина — Анна, донька Яна Сененського, підляського воєводи
Діти:
- Кшиштоф (1587—1645), воєвода сандомирський
- Максиміліан (1588—1655), підскарбій надворний коронний
- Ельжбета, дружина Костянтина Корнякта з Білобок

2. Дружина — Анна, донька Яна Фірлея, краківського воєводи
Діти:
- Єжи (1595—1650), канцлер великий коронний

3. Дружина — Катерина Косинська
дітей не було
4. Дружина — Катажина Варшевіцька
дітей не було